# 邱孟煌
邱孟煌（1968年12月12日—），艺名阿丘，前中国中央电视台主持人，祖籍广东省梅州市梅江区城北镇玉西村，生于广东省汕头市。

## 生平
邱孟煌生于广东省汕头市，父母都是军人，母亲是马来西亚归侨。三岁起，他同父母随军队辗转多地，由汕头先后到贵阳、桂林生活。他的父母最后定居南宁。邱孟煌在广西桂林读小学，在广西宾阳读中学。年少时喜欢体育，但是受身体条件所限当不了运动员，转而决定当体育记者；高考时，他填报的志愿是中山大学新闻系，然而分数不够，最后被广西师范学院（今南宁师范大学）录取；大学時曾担任艺术团副团长、三大球协会秘书长，曾自编自导戏剧及小品。1989年，邱孟煌自广西师范学院政治经济系毕业，被分配到南宁棉纺印染总厂工会担任政工干部，曾任共青团厂总支书记。
1992年进入南宁艺术剧院任编剧。
2003年加入中央电视台新闻评论部任《社会记录》节目主持人。

### 2020年争议言论
2020年2月，2019冠狀病毒病疫情从中国大陆蔓延至全球各国。2月20日邱孟煌在新浪微博留言：“此时，虽然东亚病夫的牌匾早已踢碎了一个多世纪了，但我们可不可以说话语调稍温和并带些歉意，不怂也不豪横地把口罩戴起来，向世界鞠个躬，说声：对不起，给你们添乱了。”该微博发表後引发中国大陆网民的强烈不满，例如一篇被中国大陆网民广泛转发的文章指称邱孟煌“为全球跃跃欲试的排华行为提供道德依据”。事后邱孟煌删除了涉事微博，但仍然持续受到中国大陆部分网民的谩骂与攻击。
该事件发生后，新浪网援引中国中央电视台总编室知情人士说法，称邱孟煌已被彻底封杀，其主持的一档节目于2019年年底由央视进行了调整。

## 備註
1. ↑  根据中国中央电视台《客从何处来》栏目的调查，邱孟煌的母亲祖籍广东罗定，她幼年同父母、一个姐姐和两个弟弟在马来西亚吉利留割胶为生。1950年7月至8月的一个晚上，她的父母被军人抓走。[3]